# Tursi
Tursi is een gemeente in de Italiaanse provincie Matera (regio Basilicata) en telt 5390 inwoners (31-12-2004). De oppervlakte bedraagt 156,1 km², de bevolkingsdichtheid is 35 inwoners per km².
De volgende frazioni maken deel uit van de gemeente: Panevino, Caprarico.

## Demografie
Tursi telt ongeveer 1943 huishoudens. Het aantal inwoners daalde in de periode 1991-2001 met 8,2% volgens cijfers uit de tienjaarlijkse volkstellingen van ISTAT.
| Jaar | Inwoneraantal |
| ---- | ------------- |
| 1991 | 6003          |
| 2001 | 5510          |

## Geografie
De gemeente ligt op ongeveer 243 m boven zeeniveau.
Tursi grenst aan de volgende gemeenten: Colobraro, Montalbano Jonico, Policoro, Rotondella, Sant'Arcangelo (PZ), Scanzano Jonico, Stigliano, Valsinni.
Accettura · Aliano · Bernalda · Calciano · Colobraro · Craco · Ferrandina · Garaguso · Gorgoglione · Grassano · Grottole · Irsina · Matera · Miglionico · Montalbano Jonico · Montescaglioso · Nova Siri · Oliveto Lucano · Pisticci · Policoro · Pomarico · Rotondella · Salandra · San Giorgio Lucano · San Mauro Forte · Scanzano Jonico · Cirigliano · Stigliano · Tricarico · Tursi · Valsinni
1. ↑  https://demo.istat.it/?l=it.